# Kamionek Wielki (powiat elbląski)
Kamionek Wielki (niem. Gross Steinort) – wieś w Polsce, położona w województwie warmińsko-mazurskim, w powiecie elbląskim, w gminie Tolkmicko, na obszarze Parku Krajobrazowego Wysoczyzny Elbląskiej i nad Zatoką Elbląską, na trasie nadzalewowej linii kolejowej Elbląg-Frombork-Braniewo (obecnie zawieszonej) i przy drodze wojewódzkiej nr 503.
| SIMC    | Nazwa   | Rodzaj    |
| ------- | ------- | --------- |
| 0159077 | Rangóry | część wsi |

Wieś okręgu sędziego ziemskiego Elbląga w XVII i XVIII wieku. W latach 1975–1998 wieś administracyjnie należała do województwa elbląskiego.